# Syaiful Lewenusa
Syaiful Lewenusa (sinh ngày 13 tháng 6 năm 1986 ở Masohi, Seram, Central Maluku Regency) là một cầu thủ bóng đá người Indonesia hiện tại thi đấu cho Persiba Balikpapan ở Indonesia Super League.

## Thống kê câu lạc bộ
| Câu lạc bộ         | Mùa giải | Super League | Super League | Premier Division | Premier Division | Piala Indonesia | Piala Indonesia | Tổng    | Tổng      |
| Câu lạc bộ         | Mùa giải | Số trận      | Bàn thắng    | Số trận          | Bàn thắng        | Số trận         | Bàn thắng       | Số trận | Bàn thắng |
| ------------------ | -------- | ------------ | ------------ | ---------------- | ---------------- | --------------- | --------------- | ------- | --------- |
| Persisam Putra     | 2009-10  | 28           | 0            | -                | -                | -               | -               | 28      | 0         |
| Persisam Putra     | 2010-11  | 26           | 0            | -                | -                | -               | -               | 26      | 0         |
| Persiba Balikpapan | 2011-12  | 25           | 1            | -                | -                | -               | -               | 25      | 1         |
| Tổng               | Tổng     | 79           | 1            | -                | -                | -               | -               | 79      | 1         |

## Danh hiệu

### Câu lạc bộ
- Persisam Putra Samarinda:
  - Liga Indonesia Premier Division champions: 1 (2008-09)